# The Room - La stanza del desiderio
The Room - La stanza del desiderio (The Room) è un film del 2019 diretto da Christian Volckman.

## Trama
Matt e Kate si trasferiscono in una nuova casa nel New Hampshire. Rispettivamente un artista squattrinato e una traduttrice sottopagata, la coppia ha trovato una casa a un prezzo molto basso e inizia a lavorare per sistemarla, mantenendo sempre un tono allegro nonostante la situazione. In seguito a un problema di tensione elettrica, un elettricista rivela loro la presenza nella casa di un impianto vecchissimo e molto strano. L'uomo rivela inoltre a Matt che il motivo del basso prezzo della casa è un omicidio consumatosi molti anni prima fra quelle mura: le vittime furono i vecchi proprietari e l'assassino un uomo mai identificato, attualmente rinchiuso in un istituto psichiatrico e soprannominato "lo sconosciuto". L'uomo tiene per sé la notizia e continua a sistemare casa con la moglie, mentre quest'ultima riceve l'ennesimo incarico di lavoro pagato male. Indagando sul funzionamento dell'impianto elettrico, Matt fa una scoperta sconvolgente: qualsiasi desiderio venga espresso nella stanza che contiene l'impianto, si avvera istantaneamente, a patto che ciò riguardi una sostanza materiale.
Matt materializza dunque varie opere d'arte celebri e mostra il tutto a Kate: inizialmente la donna ne è spaventata; tuttavia presto si lascia trasportare e la coppia inizia a far materializzare qualsiasi desiderio loro venga in mente, decisa a vivere senza sforzi di ciò che la stanza può offrire loro. Matt decide allora di proporre a Kate di provare a fare un bambino: la donna, che è reduce da due aborti spontanei, è terrorizzata dall'idea e si rifiuta categoricamente. Un giorno, rientrando a casa, Matt scopre che Kate ha materializzato un bambino attraverso il potere della stanza: spaventato dalle possibili conseguenze di questo gesto, Matt vorrebbe dematerializzare il neonato, ma né lui né tantomeno Kate hanno il coraggio di farlo. Improvvisamente spaventato dal potere della stanza, l'uomo si reca presso il manicomio per far visita all'assassino dei vecchi proprietari, il quale a suo tempo aveva dichiarato che proprio la stanza gli aveva ordinato di compiere il duplice assassinio. Questi consiglia a Matt di lasciare la casa il più rapidamente possibile, senza lasciarsi coinvolgere ulteriormente dal potere della stanza.
Tornato a casa, Matt cerca di scoprire il modo in cui la stanza funziona, analizzandone l'impianto elettrico. Successivamente, l'uomo scopre che gli oggetti creati nella stanza non possono uscire dalla casa: se ciò accade, essi si tramutano quasi istantaneamente in polvere. Anche questa volta l'uomo tiene nascosta la scoperta a Kate, salvo poi non riuscire a impedire alla donna di portare il bambino fuori casa: il ragazzino viene immediatamente colpito da un processo rapidissimo di invecchiamento, che lo porta ad avere un'età da scuola elementare. Nei tre mesi successivi, Kate si dedica completamente all'istruzione domestica e all'educazione del piccolo Shane, mentre Matt diventa schivo con la moglie e col bambino, e si isola nella stanza dei desideri, impedendo ad altri di entrare e cercando di studiare a fondo la stanza. Crescere Shane si rivela complicato: il bambino vorrebbe uscire ma Kate deve impedirglielo. Un giorno, i due scoprono che il bambino, entrato nella stanza, ha generato un ambiente esterno succedaneo di quello reale. Matt, però, decide di impedirne l'utilizzo, temendo che desideri incontrollati dello stesso possano creare situazioni dai risvolti terribili, rendendo la situazione in casa sempre più tesa.
Durante una litigata, "lo sconosciuto" telefona alla casa: è Shane a rispondere, così l'uomo scopre della sua esistenza. Lo sconosciuto rivela allora a Matt di essere anche lui stesso una creazione della stanza: a permettergli di uscire di casa è stata la morte dei suoi creatori, evento fra l'altro voluto da sua madre e non da lui; dunque, la morte di Kate sarebbe l'unica cosa che potrebbe trasformare Shane in una persona reale, consentendogli anche di uscire dalla casa. Kate origlia la conversazione e fugge via spaventata: rimasti soli, Shane e Matt hanno un alterco e quest'ultimo rivela al bambino la sua vera natura. Quella notte Kate rincasa e, stanchi della tensione, lei e Matt si lasciano andare a una notte di passione. Shane ne approfitta per provare a uscire di casa, e così il giorno dopo lo ritrovano adulto e intenzionato a uccidere Matt per avergli mentito. Matt e Shane lottano, Kate sviene e si risveglia dopo alcune ore insieme a Matt, il quale sostiene che Shane è morto in seguito alla lotta e di aver lasciato che il suo corpo si decomponesse all'esterno. L'uomo sta tuttavia mentendo: si tratta infatti proprio di Shane, che ha assunto le sembianze di Matt grazie alla stanza, il tutto dopo aver rinchiuso quest'ultimo in un mondo creato appositamente attraverso il potere della camera. Matt riesce tuttavia a liberarsi e a tornare da Kate, la quale nel frattempo ha scoperto l'inganno e fugge via inorridita.
Una volta ricongiuntasi, la coppia cerca di fuggire via da Shane e decide di ricorrere al potere della stanza per creare un'illusione che li aiuti a farlo. In seguito a una lunga lotta, Kate si ritrova a chiudersi in casa lasciando entrambi gli uomini fuori: la donna assiste con sofferenza al disfacimento totale di Shane, che si trasforma dapprima in uomo molto anziano e poi in un cumulo di polvere. La coppia decide di lasciare la casa e di trasferirsi in un motel. Un mese dopo, Kate scopre di essere incinta, probabilmente in seguito allo stupro perpetrato dalla stessa "illusione" da loro creata che l'aveva violentata una volta scoperto non essere il vero Matt: la sua reazione è il terrore nei confronti di un futuro incerto.

## Distribuzione
Il film è stato distribuito nelle sale cinematografiche dal 15 aprile 2019.

## Accoglienza
Sull'aggregatore Rotten Tomatoes il film riceve il 71% delle recensioni professionali positive con un voto medio di 5,8 su 10 basato su 14 critiche.